# Theonella levior
Theonella levior är en svampdjursart som beskrevs av Lendenfeld 1907. Theonella levior ingår i släktet Theonella och familjen Theonellidae.
Artens utbredningsområde är havet kring Australien. Inga underarter finns listade i Catalogue of Life.